# Millington, New Jersey
Millington är en ort i Morris County i delstaten New Jersey, USA.